# Сен-Бриё-2 (кантон)
Сен-Бриё-2 (фр. Saint-Brieuc-2) — кантон во Франции, находится в регионе Бретань, департамент Кот-д’Армор. Входит в состав округа Сен-Бриё.

## История
Кантон образован в результате реформы 2015 года. В его состав вошла восточная половина города Сен-Бриё.

## Политика
С 2021 года кантон в Совете департамента Кот-д’Армор представляют член совета города Сен-Бриё Людовик Гуйет (Ludovic Gouyette) (Разные левые) и Надеж Лангле (Nadège Langlais) (Социалистическая партия).
|                | Кандидаты                       | Партия                   | Первый тур | Первый тур     | Второй тур | Второй тур |
| Кол-во голосов | Кандидаты                       | Партия                   | % голосов  | Кол-во голосов | % голосов  |            |
| -------------- | ------------------------------- | ------------------------ | ---------- | -------------- | ---------- | ---------- |
|                | Людовик Гуйет Надеж Лангле      | Левый блок               | 1 821      | 41,59          | 2 697      | 62,62      |
|                | Пьер Делурм Мари-Элен Ренье     | Разные центристы         | 770        | 17,59          | 1 610      | 37,38      |
|                | Сильви Гронден Рафаэль Ле Меоте | Вперёд, Республика!      | 706        | 16,13          |            |            |
|                | Анник Брийе Филипп Робер        | Национальное объединение | 610        | 13,93          |            |            |
|                | Марион Горгьяр Матиас Ле Трокер | Непокорённая Франция     | 471        | 10,76          |            |            |

|                | Кандидаты                         | Партия                  | Первый тур | Первый тур     | Второй тур | Второй тур |
| Кол-во голосов | Кандидаты                         | Партия                  | % голосов  | Кол-во голосов | % голосов  |            |
| -------------- | --------------------------------- | ----------------------- | ---------- | -------------- | ---------- | ---------- |
|                | Надеж Лангле Кристиан Провос      | Социалистическая партия | 2 422      | 33,34          | 3 631      | 53,13      |
|                | Кристиан Даниэль Франсуаза Пеллан | Разные правые           | 2 312      | 31,83          | 3 203      | 46,87      |
|                | Лоик Куген Надеж Уден             | Национальный фронт      | 1 304      | 17,95          |            |            |
|                | Сигдем Акта Бенуа Монтань         | Разные левые            | 1 226      | 16,88          |            |            |